# Бегим-Чокрак
Бегим-Чокрак — река в Черниговском и Токмакском районах Запорожской области, правый приток реки Курошаны (бассейн Азовского моря).

## Название
Слово «бехими» на тюркских языках означает скотоводческий, а всё наименование «Бегим-Чокрак» можно перевести как вода, источник, здоровый для скота.

## Описание
Река пересыхает. На ней сооружено несколько прудов.

## Населённые пункты
Река берёт начало к северо-востоку от села Чернигово-Токмачанск. Протекает через сёла Степовое, Владовка, Ланковое, Хмельницкое, Балашовка, Светлое, Балково. У села Козолуговка впадает в Курошаны.